# Busserotte-et-Montenaille
Busserotte-et-Montenaille település Franciaországban, Côte-d’Or megyében. Lakosainak száma 33 fő (2022. január 1.). Busserotte-et-Montenaille Grancey-le-Château-Neuvelle, Courlon és Bussières községekkel határos.

## Népesség
A település népességének változása:
| Lakosok száma | 46   | 35   | 33   | 30   | 34   | 28   | 24   | 21   | 25   | 33   |
|               | 1968 | 1982 | 1990 | 2006 | 2013 | 2015 | 2017 | 2019 | 2020 | 2022 |